# Cmentarz żydowski w Torzymiu
Cmentarz żydowski w Torzymiu – cmentarz żydowski w Torzymiu, założony w XIX wieku. Znajduje się w pobliżu cerkwi i cmentarza łemkowskiego. Cmentarz przetrwał w stosunkowo dobrym stanie okres III Rzeszy, został jednak zdewastowany w okresie PRL.